# 托德·提亞赫特
威廉·托德·提亞赫特（英語：William Todd Tiahrt；1951年6月15日—）是一位美国的政治人物。

## 生平
在2010年堪薩斯州參議員選舉中不敵薩姆·布朗巴克。托德·提亞赫特出生在南達科他州弗米利恩。